# Templo de Hanshan

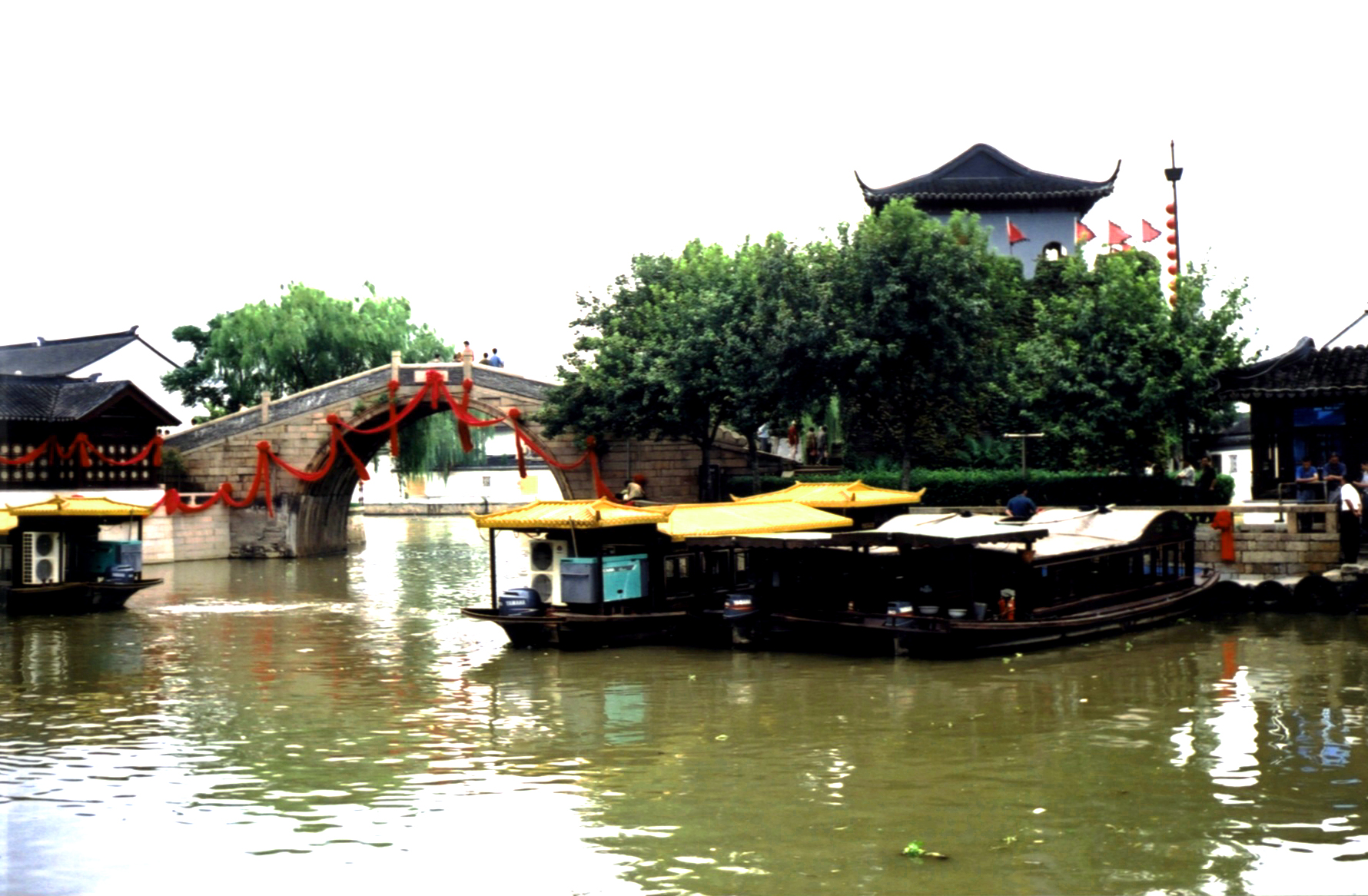
Barcos junto al puente de Fengqiao

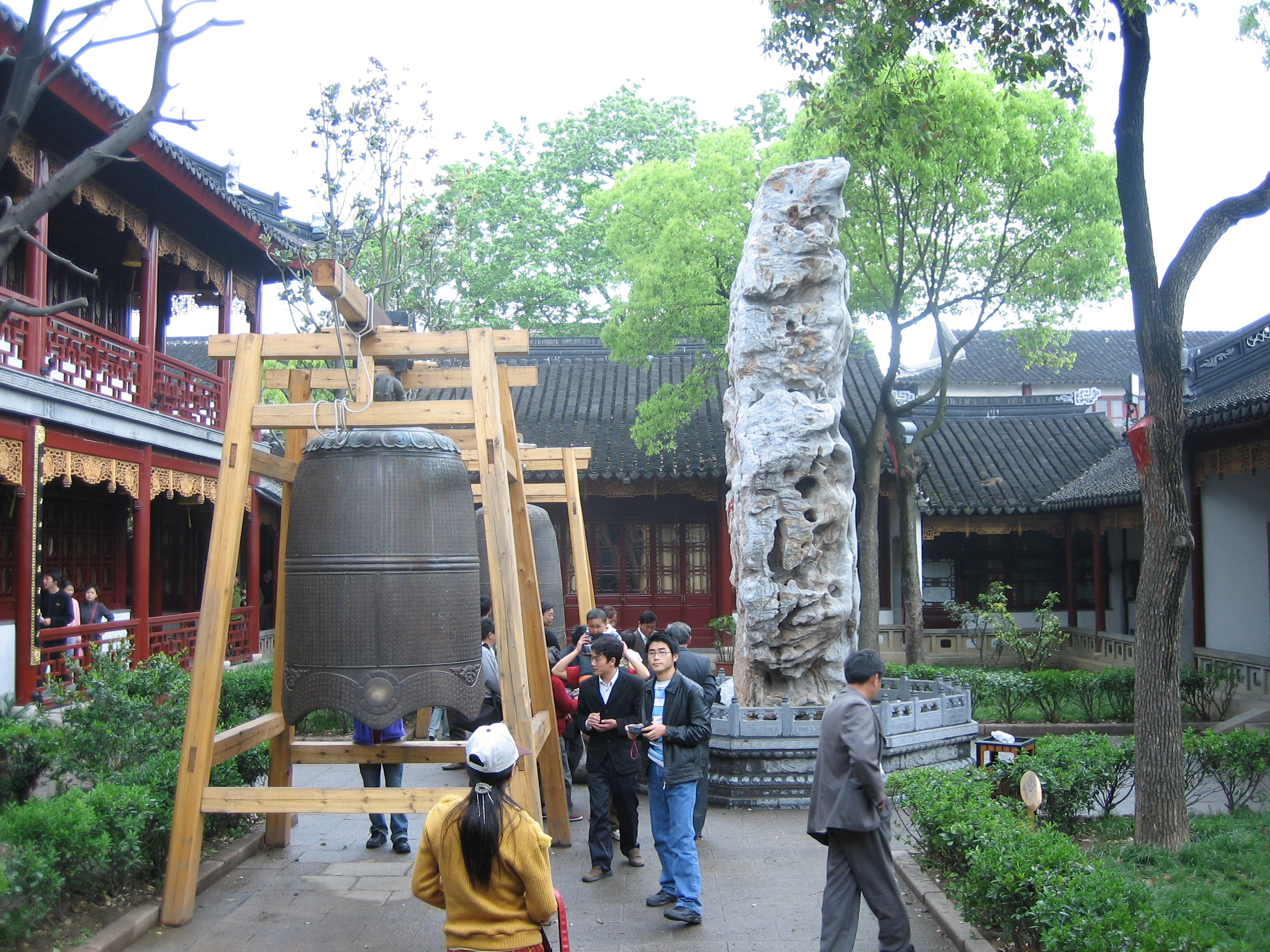
Campanas

El Templo de Hanshan (寒山寺, en pinyin Hánshānsì, literalmente, "el Templo del Monte Frío") es un monasterio y templo budista situado en Fengqiao, a unos cinco kilómetros de Suzhou, China.
Fue considerado como uno de los 10 templos más conocidos durante mucho tiempo.

## Historia
El Templo de Hanshan fue construido inicialmente durante la dinastía del Sur (420-589) cuando el budismo era muy popular en China. Sin embargo, en aquel entonces, este monasterio poseía otro nombre, el Templo Miaolipuming de la pagoda (妙利普明塔院), además, sólo ocupaba una superficie relativamente pequeña en comparación con la de hoy.
Durante la dinastía Tang (618-907), llegaron a Suzhou 2 monjes respetados que se llamaban Hanshan (寒山) y Shide (拾得) , luego se hicieron a cargo de este templo juntos. Shide siempre tenía el sueño de traer el budismo a los lugares más lejanos, entonces tomó la decisión de ir a Japón para difundir la fe. Allí recibió mucho cariño, incluso se construyó otro templo que se denominó por su nombre en el "país del sol naciente".
Por otra parte, Hanshan se quedó en el templo y llegó a ser el único abad, años después se le cambiaron el nombre del monasterio al Templo de Hanshan con el motivo de conmemorarlo.
- Datos: Q1146619
- Multimedia: Hanshan Temple / Q1146619